# Miglitol
El miglitol, comercializado bajo la marca Glycet, es un medicamento utilizado para tratar la diabetes de tipo 2.  Se toma por vía oral.  Este medicamento se utiliza junto con dieta y ejercicio. 
Los efectos secundarios de este medicamento incluyen diarrea, dolor abdominal y aumento de gases intestinales.  No hay evidencia en este medicamento de daño durante el embarazo; dicho uso no ha sido bien estudiado.  Es un inhibidor de la α-glucosidasa que disminuye la descomposición de los carbohidratos complejos en glucosa . 
Este medicamento fue aprobado para uso médico en los Estados Unidos en el 1996.  Está disponible como medicamento genérico .  En Estados Unidos cuesta alrededor de 24 dólares estadounidenses al mes a partir de 2021. 